# Agostino Fregoso

Stemma dei Fregoso

Agostino Fregoso (Genova, 1442 – Mercato San Severino, 1486) è stato un condottiero italiano appartenente alla famiglia genovese dei Fregoso. Fu anche conte di Sant'Agata Feltria.

## Biografia
Figlio di Lodovico Fregoso (che nel XV secolo fu per tre volte doge della repubblica di Genova) militò come condottiero di ventura per conto di diverse Signorie del tempo.
Per sfuggire alle aspre lotte che nella seconda metà del XV secolo vedevano contrapposte la sua famiglia e quella degli Adorno per il predominio politico di Genova, si trasferì alla corte del duca di Urbino Federico da Montefeltro, nelle odierne Marche settentrionali, del quale nel 1476 sposò la figlia Gentile e che gli portò in dote dodici feudi, il più importante dei quali era la contea di Sant'Agata Feltria.

Dal loro matrimonio nacquero quattro figli: Federigo (futuro cardinale e generale), Ottaviano (che dopo aver difeso nel 1506 Sant'Agata da Cesare Borgia, tornato a Genova, sarebbe divenuto l'ultimo doge della famiglia Fregoso), Margherita e Costanza.
Nel frattempo continuò la sua carriera politica e militare. Tra il 1478 e il 1484 fu impegnato a contrastare Firenze nella lotta per il predominio su Sarzana, città già appartenente alla repubblica di Genova che suo padre Lodovico alcuni anni prima aveva ceduto a Firenze.
Nel 1484, in seguito alle difficoltà incontrate, cedette la città al Banco di San Giorgio.
Nel 1483 si trovava a Genova, con l'incarico di capitano della guardia di palazzo, ed aiutò l'arcivescovo Paolo Fregoso a diventare doge in una lotta, questa volta tutta interna alla famiglia, estromettendo dalla carica il nipote Battista Fregoso.
Riprese la sua attività di condottiero di ventura per Venezia, Ravenna ed infine per papa Innocenzo VIII, per il quale combatté contro Ferdinando I di Napoli.
Nel 1486 fu ferito in un'imboscata ad Altavilla Silentina, mentre era impegnato nella difesa del castello di San Severino, morendo pochi giorni dopo per le gravi ferite riportate.

## Discendenza
Il 31 ottobre 1476 sposò Gentile da Montefeltro, figlia naturale del duca di Urbino Federico da Montefeltro, dalla quale ebbe otto figli:
- Ottaviano (1477-1524), 44º doge della Repubblica di Genova
- Federigo (1480-1541), cardinale
- Simonetto (?-ca. 1536)
- Battistina/Bettina (?-1516), sposò nel 1499 Onorato Grimaldi (?-1537), barone di Boglio, signore della Val di Massa
- Caterina (?-1541), signora di Peyrolles dal 1521 al 1533, sposò il 4 novembre 1502 Matteo Baschi, signore di Saint-Estève (?-1542)[2]
- Battista (?-1515), ambasciatore genovese presso la Serenissima
- Lodovico (?-1512), condottiero
- Costanza (?-1531), sposò Marcantonio Landi dei conti di Val di Taro (?-1527)[4]

## Ascendenza
|                                                   |                                           |                                          | Genitori                                  |  |  | Nonni |  |  | Bisnonni                                        |  |  | Trisnonni       |  |
|                                                   |                                           |                                          |                                           |  |  |       |  |  | Pietro Fregoso, doge della Repubblica di Genova |  |  | Rolando Fregoso |  |
|                                                   |                                           |                                          |                                           |  |  |       |  |  | Pietro Fregoso, doge della Repubblica di Genova |  |  | Rolando Fregoso |  |
|                                                   |                                           | Manfredina N.                            |                                           |  |  |       |  |  | Pietro Fregoso, doge della Repubblica di Genova |  |  |                 |  |
| Bartolomeo Fregoso                                |                                           |                                          |                                           |  |  |       |  |  | Pietro Fregoso, doge della Repubblica di Genova |  |  |                 |  |
|                                                   |                                           | Bernadetta Doria                         | Enrichetto Doria                          |  |  |       |  |  |                                                 |  |  |                 |  |
|                                                   |                                           | Bernadetta Doria                         | Enrichetto Doria                          |  |  |       |  |  |                                                 |  |  |                 |  |
|                                                   |                                           | Bernadetta Doria                         | Andreola N.                               |  |  |       |  |  |                                                 |  |  |                 |  |
| Lodovico Fregoso, doge della Repubblica di Genova |                                           | Bernadetta Doria                         |                                           |  |  |       |  |  |                                                 |  |  |                 |  |
|                                                   |                                           | Antonio Ordelaffi, signore di Forlì      | Francesco III Ordelaffi, signore di Forlì |  |  |       |  |  |                                                 |  |  |                 |  |
|                                                   |                                           | Antonio Ordelaffi, signore di Forlì      | Francesco III Ordelaffi, signore di Forlì |  |  |       |  |  |                                                 |  |  |                 |  |
|                                                   |                                           | Antonio Ordelaffi, signore di Forlì      | …                                         |  |  |       |  |  |                                                 |  |  |                 |  |
| Caterina Ordelaffi                                |                                           | Antonio Ordelaffi, signore di Forlì      |                                           |  |  |       |  |  |                                                 |  |  |                 |  |
|                                                   |                                           | Caterina Rangoni                         | Gherardo Rangoni                          |  |  |       |  |  |                                                 |  |  |                 |  |
|                                                   |                                           | Caterina Rangoni                         | Gherardo Rangoni                          |  |  |       |  |  |                                                 |  |  |                 |  |
|                                                   |                                           | Caterina Rangoni                         | Beatrice Boiardo di Rubiera               |  |  |       |  |  |                                                 |  |  |                 |  |
| Agostino Fregoso, conte di Sant'Agata Feltria     |                                           | Caterina Rangoni                         |                                           |  |  |       |  |  |                                                 |  |  |                 |  |
|                                                   | Francesco II Gattilusio, signore di Lesbo | Francesco I Gattilusio, signore di Lesbo |                                           |  |  |       |  |  |                                                 |  |  |                 |  |
|                                                   | Francesco II Gattilusio, signore di Lesbo | Francesco I Gattilusio, signore di Lesbo |                                           |  |  |       |  |  |                                                 |  |  |                 |  |
|                                                   | Francesco II Gattilusio, signore di Lesbo | Irene Paleologa                          |                                           |  |  |       |  |  |                                                 |  |  |                 |  |
| Palamede Gattilusio, signore di Enos              | Francesco II Gattilusio, signore di Lesbo |                                          |                                           |  |  |       |  |  |                                                 |  |  |                 |  |
|                                                   |                                           | Valentina Doria                          | Dorino II Doria, signore di Loano         |  |  |       |  |  |                                                 |  |  |                 |  |
|                                                   |                                           | Valentina Doria                          | Dorino II Doria, signore di Loano         |  |  |       |  |  |                                                 |  |  |                 |  |
|                                                   |                                           | Valentina Doria                          | Violante Doria                            |  |  |       |  |  |                                                 |  |  |                 |  |
| Ginevra Gattilusio                                |                                           | Valentina Doria                          |                                           |  |  |       |  |  |                                                 |  |  |                 |  |
|                                                   |                                           | …                                        | …                                         |  |  |       |  |  |                                                 |  |  |                 |  |
|                                                   |                                           | …                                        | …                                         |  |  |       |  |  |                                                 |  |  |                 |  |
|                                                   |                                           | …                                        | …                                         |  |  |       |  |  |                                                 |  |  |                 |  |
| Valentina N.                                      |                                           | …                                        |                                           |  |  |       |  |  |                                                 |  |  |                 |  |
|                                                   |                                           | …                                        | …                                         |  |  |       |  |  |                                                 |  |  |                 |  |
|                                                   |                                           | …                                        | …                                         |  |  |       |  |  |                                                 |  |  |                 |  |
|                                                   |                                           | …                                        | …                                         |  |  |       |  |  |                                                 |  |  |                 |  |
|                                                   |                                           | …                                        |                                           |  |  |       |  |  |                                                 |  |  |                 |  |